# Gel·laba

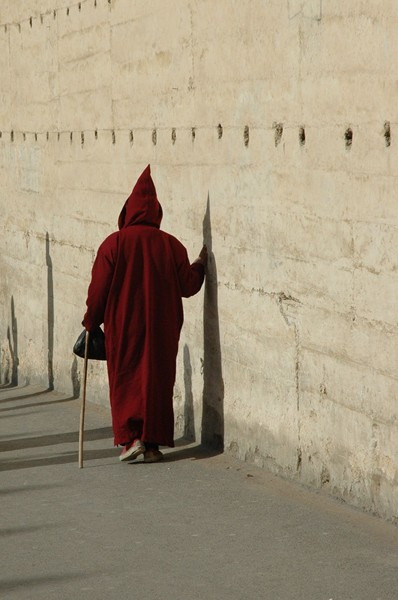
Home marroquí portant una gel·laba a la kasbah Cherarda de Fes.

La gel·laba (de l'àrab جلابة, jallāba) és una túnica tradicional marroquina folgada amb caputxa.
Les gel·labes cobreixen des del coll fins al turmell. S'utilitzen per a sortir al carrer i es porten a sobre de la roba de casa o de festa, i es lleven en arribar al lloc de destí. Es confeccionen tradicionalment en petits tallers artesanals i en una gran varietat de materials, des de cotó per a les d'estiu a llana rígida per a les d'hivern.
Les porten tant els homes com les dones, n'hi ha en diferents formes i colors. Les masculines són peces més amples, fosques i llises. Les femenines són més ajustades i poden portar brodats decoratius en certa varietat de colors a les vores de la túnica i les mànigues. Les gel·labes porten dues obertures laterals a la part inferior al final de les costures que poden ser substituïdes per una de frontal.